# 朱見溈
河陽懷簡王朱見溈（1465年—1479年9月13日），明朝鄭簡王朱祁鍈庶第五子，明仁宗朱高熾曾孫，生母夫人韓氏。
朱見溈于成化元年（1465年）出生，成化十二年（1476年）册封为河阳王，但在成化十五年（1479年）即去世，时年15岁，朝廷赐谥号懷簡。因未婚无嗣，河阳王的封爵被廢除。
朱見溈的陵墓位于今河南省博爱县月山镇乔村北地，为博爱县县级重点文物保护单位。